# Ultra Street Fighter IV
Ultra Street Fighter IV es un videojuego de lucha producido por Capcom, disponible para consolas de PlayStation 3, Xbox 360 desde junio de 2014, PlayStation 4 desde el mes de mayo de 2015 y disponible en PC en agosto de 2014.

Es la nueva actualización del Street Fighter IV titulado Ultra Street Fighter IV el cual se anunció en julio de 2013. como una máquina de arcade, un DLC add-on para las versiones de consolas existentes del Super Street Fighter IV, y como un juego independiente que contiene DLC de iteraciones anteriores. Junto con varios ajustes de juego y modos adicionales, la actualización añade seis escenarios y cinco personajes adicionales: Rolento, Elena, Poison y Hugo (Dichos personajes que aparecieron en Street Fighter x Tekken) y un nuevo personaje femenino Decapre. Este personaje fue introducido como cameo de Juni y Juli en Street Fighter Alpha 3.
El juego fue lanzado en las máquinas recreativas japonesas en abril de 2014, seguido de un verano 2014 lanzamiento digital de las consolas en Europa y América del Norte. La actualización se distribuye tanto como una actualización descargable de pago y un juego minorista independiente. Junto a los cambios en el equilibrio de siempre, la actualización es la introducción de 6 escenarios y cinco nuevos personajes: Rolento, Elena, Hugo y Poison (Los cuatro que había sido presentado en Street Fighter X Tekken) además de un nuevo personaje femenino nunca antes visto en la serie Street Fighter como ya lo ha mencionado anteriormente, en este caso, Decapre. Se ha puesto de manifiesto que a pesar de algunos de los personajes que han sido presentados recientemente en el Street Fighter x Tekken, su mecánica de juego será sustancialmente diferente para ir con el ritmo del juego. Sobre la base de opiniones de los fanes, la actualización eliminará todos los movimientos imbloqueables. Además, se añade un nuevo movimiento Focus Red, un movimiento similar al Focus normal y adquiere más ventajas para las combinaciones. Otra nueva mecánica es conocida como el Doble Ultra, lo que da al jugador la posibilidad de utilizar un Ultra Combo en un partido sin tener que elegir que Ultra-ataque usar en la pantalla de selección de personajes. El videojuego cuenta con 6 nuevos escenarios, antes del lanzamiento del juego, Capcom tiene previsto crear ubicaciones de prueba en las opiniones de los fanes que se tomará en cuenta para el producto final.

## Personajes
Básicamente, todos los personajes presentes del Super Street Fighter IV volverán a aparecer en esta entrega, a lo que ahora se le añade 5 personajes. Sin embargo, esta nueva versión incluye a 5 nuevos personajes, de los cuales 4 que llegaron a salir con anterioridad en el juego del Street Fighter X Tekken y uno nuevo que nunca ha salido dentro de la franquicia del Street Fighter, haciendo un total de 44 personajes jugables.

### Personajes de Street Fighter I
| Personaje | Actor de doblaje en japonés | Actor de doblaje en inglés |
| --------- | --------------------------- | -------------------------- |
| Ryu       | Hiroki Takahashi            | Kyle Hebert                |
| Ken       | Yūji Kishi                  | Reuben Langdon             |
| Sagat     | Daisuke Endou               | Isaac C. Singleton Jr.     |
| Gen       | Youhei Tadano               | Michael Sorich             |
| Adon      | Atsushi Imaruoka            | Taliesin Jaffe             |

### Personajes de Street Fighter II
| Personaje                  | Actor de doblaje en japonés | Actor de doblaje en inglés |
| -------------------------- | --------------------------- | -------------------------- |
| E. Honda                   | Yoshikazu Nagano            | Joe DiMucci                |
| Guile                      | Hiroki Yasumoto             | Travis Willingham          |
| Blanka                     | Yūji Ueda                   | Taliesin Jaffe             |
| Chun-Li                    | Fumiko Orikasa              | Laura Bailey               |
| Zangief                    | Kenta Miyake                | Anthony Landor             |
| Dhalsim                    | Daisuke Egawa               | Christopher Bevins         |
| Balrog (M. Bison en Japón) | Satoshi Tsuruoka            | Bob Carter                 |
| Vega (Balrog en Japón)     | Norio Wakamoto              | Doug Erholtz               |
| M. Bison (Vega en Japón)   | Norio Wakamoto              | Gerald C. Rivers           |

### Personajes de Super Street Fighter II: The New Challengers
| Personaje | Actor de doblaje en japonés | Actor de doblaje en inglés |
| --------- | --------------------------- | -------------------------- |
| Dee Jay   | Kenji Hamada                | Chris Cain                 |
| Feilong   | Yūichi Nakamura             | Matthew Mercer             |
| Cammy     | Miyuki Sawashiro            | Caitlin Glass              |
| T. Hawk   | Tōru Nara                   | Dave Vincent               |

### Personaje de Super Street Fighter II Turbo
| Personaje              | Actor de doblaje en japonés | Actor de doblaje en inglés |
| ---------------------- | --------------------------- | -------------------------- |
| Akuma (Gouki en Japón) | Taketora                    | Dave Mallow                |

### Personajes de Final Fight
| Personaje | Actor de doblaje en japonés | Actor de doblaje en inglés |
| --------- | --------------------------- | -------------------------- |
| Cody      | Daisuke Kishio              | Michael T. Coleman         |
| Guy       | Tsuguo Mogami               | J.C. Miller                |
| Poison    | Masae Yumi                  | Karen Strassman            |
| Rolento   | Jin Yamanoi                 | Dameon Clarke              |
| Hugo      | Wataru Takagi               | Patrick Seitz              |

### Personajes de Street Fighter Alpha 1
| Personaje | Actor de doblaje en japonés | Actor de doblaje en inglés |
| --------- | --------------------------- | -------------------------- |
| Rose      | Akeno Watanabe              | Gina Grad                  |
| Dan       | Toshiyuki Kusuda            | Ted Sroka                  |

### Personajes de Street Fighter Alpha 2
| Personaje | Actor de doblaje en japonés | Actor de doblaje en inglés |
| --------- | --------------------------- | -------------------------- |
| Sakura    | Misato Fukuen               | Brittney Harvey            |
| Evil Ryu  | Hiroki Takahashi            | Kyle Hebert                |

### Personajes de Street Fighter III: New Generation
| Personaje | Actor de doblaje en japonés | Actor de doblaje en inglés |
| --------- | --------------------------- | -------------------------- |
| Ibuki     | Ayumi Fujimura              | Kat Steel                  |
| Dudley    | Naomi Kusumi                | Stuart McLean              |
| Yang      | Masakazu Suzuki             | Johnny Yong Bosch          |
| Elena     | Saki Fujita                 | Karen Dyer                 |
| Yun       | Kentarō Itō                 | Todd Haberkorn             |

### Personaje de Street Fighter III: 3rd Strike - Fight for The Future
| Personaje | Actor de doblaje en japonés | Actor de doblaje en inglés |
| --------- | --------------------------- | -------------------------- |
| Makoto    | Makoto Tsumura              | Jay D. Stone               |

### Personajes de Street Fighter IV
| Personaje     | Actor de doblaje en japonés | Actor de doblaje en inglés |
| ------------- | --------------------------- | -------------------------- |
| Abel          | Kenji Takahashi             | Jason Liebrecht            |
| Crimson Viper | Mie Sonozaki                | Michelle Ruff              |
| Rufus         | Wataru Hatano               | Chris Kent                 |
| El Fuerte     | Daisuke Ono                 | J. B. Blanc                |
| Seth          | Akio Ohtsuka                | Michael McConnohie         |
| Gouken        | Tōru Ōkawa                  | Rod Clarke                 |

### Personajes de Super Street Fighter IV
| Personaje | Actor de doblaje en japonés | Actor de doblaje en inglés |
| --------- | --------------------------- | -------------------------- |
| Hakan     | Shintarou Ōhata             | Lance Holt                 |
| Juri Han  | Eri Kitamura                | Jessica Strauss            |
| Oni       | Taketora                    | Dave Mallow                |

### Nuevos personajes en el videojuego
| Personaje | Origen                          | Actor de doblaje en japonés | Actor de doblaje en inglés |
| --------- | ------------------------------- | --------------------------- | -------------------------- |
| Decapre   | Cameo de Street Fighter Alpha 3 | Miyuki Sawashiro            | Caitlin Glass              |

- Hugo Andore: Apareció por primera vez en el videojuego de beat em up Final Fight como enemigo al paso en el nivel 3 y como subjefe en el mismo nivel. Es un exmiembro de la organización criminal Mad Gear y luchador profesional de Pro Wrestling, regresa del Street Fighter III: Second Impact, junto con su mejor amiga y mánager Poison. Después del colapso de la Mad Gear algunos exintegrantes de la decaída banda mafiosa lo buscan para darle una severa golpiza pero al insultarlo este se arremete contra ellos llorando y los noquea a toda la ex-pandilla mafiosa entra al torneo para destacar sus habilidades y se reencuentra con ex-mánager y mejor amiga Poison.

- Rolento: Apareció por primera vez en Final Fight como jefe del nivel 4. Exmiembro de la Mad Gear, soldado militar de fuerzas utópicas, regresa del Street Fighter Alpha 2 y el Street Fighter Alpha 3. En un aquel entonces intentaba reconstruir la Mad Gear y vengarse de Guy quien lo derrotó en el Final Fight. Sin embargo entra al torneo del SIN para remodelar su ejército y demostrar que él es el mejor su afiliación es totalmente neutral.

- Poison: Hizo su primera aparición en Final Fight. Ella era una enemiga al paso que aparece por primera vez en el nivel 2 del videojuego mencionado, es una exmiembro de la organización criminal Mad Gear y actualmente es la mánager y mejor amiga de Hugo Andore, anteriormente Poison aparece como cameo en el Street Fighter III: Second Impact y el Street Fighter III: 3rd Strike Fight for The Future, ella reapareció y debutó por primera vez como personaje jugable en el videojuego de pelea 3D Final Fight Revenge, donde se revela que está enamorada de Cody. Debido a la acogida que obtuvo el personaje de Poison en el crossover de Street Fighter x Tekken se decidió extraerla para esta entrega juntos con los anteriores mencionados quienes ya salieron en dicho videojuego. Sin embargo su reaparición en los videojuegos volvió a causar controversia a muchos fanes con respecto a su discutido género sexual debido a que no se sabe si este personaje es de género hombre (Transexual) o mujer. Esta es la primera vez que Poison entra al torneo Street Fighter. Técnicamente es su primera aparición en la saga de videojuegos de pelea Street Fighter. Se sabe que entra al torneo para probar sus habilidades ya que su vida como mánager de peleas es un fracaso.

- Decapre: Haciendo su primera aparición en Ultra Street Fighter IV. Hace un cameo originalmente en la introducción de Juni y Juli en Street Fighter Alpha 3, Decapre es una miembro de la Unidad Especial dentro de Shadaloo llamada "Dolls", o la Guardia Élite de Bison(ベガ親衛隊, Bega Shin'eitai?), la cual está integrada por doce chicas, a las cuales les han lavado el cerebro para servir como asesinas personales de M. Bison. Estas 12 chicas representan los meses del calendario gregoriano en varios idiomas, "Decapre" significa "diciembre" en ruso.[5] Este nuevo personaje se reveló el día 16 de marzo de 2014.[6]